# Campionati mondiali di nuoto 1998
L'VIII edizione dei campionati mondiali di nuoto si è tenuta a Perth dall'8 al 17 gennaio 1998. La città australiana ha ospitato la rassegna per la seconda volta, dopo l'edizione del 1991.
Il programma della manifestazione è salito di otto gare rispetto a Roma 1994 con l'introduzione della 5 km e delle gare a squadre del fondo e il debutto dei tuffi sincronizzati.
La squadra degli Stati Uniti d'America è tornata ad essere la miglior nazione con 17 titoli iridati.

## Medagliere
| Pos.   | Paese       | Oro | Argento | Bronzo | Totale |
| ------ | ----------- | --- | ------- | ------ | ------ |
| 1      | Stati Uniti | 17  | 6       | 8      | 31     |
| 2      | Russia      | 11  | 3       | 3      | 17     |
| 3      | Australia   | 7   | 8       | 10     | 25     |
| 4      | Cina        | 6   | 8       | 4      | 18     |
| 5      | Ucraina     | 3   | 1       | 0      | 4      |
| 6      | Italia      | 2   | 2       | 2      | 6      |
| 7      | Germania    | 1   | 7       | 7      | 15     |
| 8      | Paesi Bassi | 1   | 4       | 3      | 8      |
| 9      | Francia     | 1   | 4       | 1      | 6      |
| 10     | Ungheria    | 1   | 1       | 2      | 4      |
| 11     | Spagna      | 1   | 1       | 0      | 2      |
| 12     | Belgio      | 1   | 0       | 0      | 1      |
| 12     | Costa Rica  | 1   | 0       | 0      | 1      |
| 14     | Giappone    | 0   | 4       | 4      | 8      |
| 15     | Slovacchia  | 0   | 2       | 1      | 3      |
| 16     | Canada      | 0   | 1       | 3      | 4      |
| 17     | Svezia      | 0   | 1       | 1      | 2      |
| 18     | Regno Unito | 0   | 0       | 2      | 2      |
| 19     | Argentina   | 0   | 0       | 1      | 1      |
| 19     | Jugoslavia  | 0   | 0       | 1      | 1      |
| 19     | Porto Rico  | 0   | 0       | 1      | 1      |
| Totale | Totale      | 53  | 53      | 54     | 160    |

## Nuoto in acque libere

### Uomini
| Evento           | Oro              | Perform.  | Argento    | Perform.  | Bronzo           | Perform.  |
| 5 km (Dettagli)  | Alekseij Akat'ev | 55'18"6   | Ky Hurst   | 55'24"9   | Luca Baldini     | 55'37"4   |
| 25 km (Dettagli) | Alekseij Akat'ev | 5h05'42"1 | David Meca | 5h07'22"9 | Gabriel Chaillou | 5h07'52"6 |

### Donne
| Evento           | Oro         | Perform.  | Argento        | Perform.  | Bronzo         | Perform.  |
| 5 km (Dettagli)  | Erica Rose  | 59'53"5   | Edith van Dijk | 1h00'58"5 | Peggy Büchse   | 1h01'05"8 |
| 25 km (Dettagli) | Tobie Smith | 5h31'20"1 | Peggy Büchse   | 5h32'19"2 | Edith van Dijk | 5h38'06"9 |

### Misto
| Evento          | Oro                                                        | Perform.   | Argento                                                 | Perform.   | Bronzo                                               | Perform.   |
| 5 km a squadre  | Stati Uniti Erica Rose John Flanagan Austin Ramirez        | 2h52'12"2  | Russia Ol'ga Guseva Alekseij Akat'ev Evgenij Bezručenko | 2h52'16"7  | Italia Valeria Casprini Luca Baldini Fabio Venturini | 2h52'41"6  |
| 25 km a squadre | Italia Valeria Casprini Claudio Gargaro Fabrizio Pescatori | 16h10'18"2 | Australia Tracey Knowles Grant Robinson Mark Saliba     | 16h22'54"3 | Germania Britta Kamrau Peggy Büchse André Wilde      | 16h51'21"8 |

## Nuoto

### Uomini
| Evento               | Oro                                                             | Perform. | Argento                                                                                 | Perform. | Bronzo                                                               | Perform. |
| Stile libero         |                                                                 |          |                                                                                         |          |                                                                      |          |
| 50 m                 | Bill Pilczuk                                                    | 22"29    | Aleksandr Popov                                                                         | 22"43    | Ricardo Busquets Michael Klim                                        | 22"47    |
| 100 m                | Aleksandr Popov                                                 | 48"93    | Michael Klim                                                                            | 49"20    | Lars Frölander                                                       | 49"53    |
| 200 m                | Michael Klim                                                    | 1'47"41  | Massimiliano Rosolino                                                                   | 1'48"30  | Pieter van den Hoogenband                                            | 1'48"65  |
| 400 m                | Ian Thorpe                                                      | 3'46"29  | Grant Hackett                                                                           | 3'46"44  | Paul Palmer                                                          | 3'48"02  |
| 1500 m               | Grant Hackett                                                   | 14'51"70 | Emiliano Brembilla                                                                      | 15'00"59 | Daniel Kowalski                                                      | 15'03"94 |
| Dorso                |                                                                 |          |                                                                                         |          |                                                                      |          |
| 100 m                | Lenny Krayzelburg                                               | 55"00    | Mark Versfeld                                                                           | 55"17    | Stev Theloke                                                         | 55"20    |
| 200 m                | Lenny Krayzelburg                                               | 1'58"84  | Ralf Braun                                                                              | 1'59"23  | Mark Versfeld                                                        | 1'59"39  |
| Rana                 |                                                                 |          |                                                                                         |          |                                                                      |          |
| 100 m                | Frederik Deburghgraeve                                          | 1'01"34  | Qilian Zeng                                                                             | 1'01"76  | Kurt Grote                                                           | 1'01"93  |
| 200 m                | Kurt Grote                                                      | 2'13"40  | Jean-Christophe Sarnin                                                                  | 2'13"42  | Norbert Rósza                                                        | 2'13"59  |
| Farfalla             |                                                                 |          |                                                                                         |          |                                                                      |          |
| 100 m                | Michael Klim                                                    | 52"25    | Lars Frölander                                                                          | 52"79    | Geoff Huegill                                                        | 52"90    |
| 200 m                | Denys Sylant'jev                                                | 1'56"61  | Franck Esposito                                                                         | 1'56"77  | Tom Malchow                                                          | 1'57"26  |
| Misti                |                                                                 |          |                                                                                         |          |                                                                      |          |
| 200 m                | Marcel Wouda                                                    | 2'01"18  | Xavier Marchand                                                                         | 2'01"66  | Ron Karnaugh                                                         | 2'01"89  |
| 400 m                | Tom Dolan                                                       | 4'14"95  | Marcel Wouda                                                                            | 4'15"53  | Curtis Myden                                                         | 4'16"45  |
| Staffette            |                                                                 |          |                                                                                         |          |                                                                      |          |
| 4x100 m stile libero | Stati Uniti Scott Tucker Neil Walker Jon Olsen Gary Hall Jr.    | 3'16"69  | Australia Michael Klim Adam Pine Richard Upton Chris Fydler                             | 3'16"97  | Russia Aleksandr Popov Roman Egorov Vladislav Kulikov Denis Pimankov | 3'18"45  |
| 4x200 m stile libero | Australia Michael Klim Grant Hackett Ian Thorpe Daniel Kowalski | 7'12"48  | Paesi Bassi Pieter van den Hoogenband Mark van der Zijden Martijn Zuijdweg Marcel Wouda | 7'16"77  | Regno Unito Paul Palmer Gavin Meadows Andrew Clayton James Salter    | 7'17"33  |
| 4x100 m misti        | Australia Matt Welsh Phil Rogers Michael Klim Chris Fydler      | 3'37"98  | Stati Uniti Lenny Krayzelburg Kurt Grote Neil Walker Gary Hall Jr.                      | 3'38"56  | Ungheria Attila Czene Norbert Rósza Péter Horváth Attila Zubor       | 3'39"53  |

### Donne
| Evento               | Oro                                                                       | Perform. | Argento                                                                   | Perform. | Bronzo                                                            | Perform. |
| Stile libero         |                                                                           |          |                                                                           |          |                                                                   |          |
| 50 m                 | Amy van Dyken                                                             | 25"15    | Sandra Völker                                                             | 25"32    | Shan Ying                                                         | 25"36    |
| 100 m                | Jenny Thompson                                                            | 54"95    | Martina Moravcová                                                         | 55"09    | Shan Ying                                                         | 55"10    |
| 200 m                | Claudia Poll                                                              | 1'58"90  | Martina Moravcová                                                         | 1'59"61  | Julia Greville                                                    | 1'59"92  |
| 400 m                | Yan Chen                                                                  | 4'06"72  | Brooke Bennett                                                            | 4'07"07  | Dagmar Hase                                                       | 4'08"82  |
| 800 m                | Brooke Bennett                                                            | 8'28"71  | Diana Munz                                                                | 8'29"97  | Kirsten Vlieghuis                                                 | 8'32"34  |
| Dorso                |                                                                           |          |                                                                           |          |                                                                   |          |
| 100 m                | Lea Loveless Maurer                                                       | 1'01"16  | Mai Nakamura                                                              | 1'01"28  | Sandra Völker                                                     | 1'01"47  |
| 200 m                | Roxana Maracineanu                                                        | 2'11"26  | Dagmar Hase                                                               | 2'11"45  | Mai Nakamura                                                      | 2'12"22  |
| Rana                 |                                                                           |          |                                                                           |          |                                                                   |          |
| 100 m                | Kristy Kowal                                                              | 1'08"42  | Helen Denman                                                              | 1'08"51  | Lauren van Oosten                                                 | 1'08"66  |
| 200 m                | Ágnes Kovács                                                              | 2'25"45  | Kristy Kowal                                                              | 2'26"19  | Jenna Street                                                      | 2'26"50  |
| Farfalla             |                                                                           |          |                                                                           |          |                                                                   |          |
| 100 m                | Jenny Thompson                                                            | 58"46    | Ayari Aoyama                                                              | 58"79    | Petria Thomas                                                     | 58"97    |
| 200 m                | Susie O'Neill                                                             | 2'07"93  | Petria Thomas                                                             | 2'09"08  | Misty Hyman                                                       | 2'09"98  |
| Misti                |                                                                           |          |                                                                           |          |                                                                   |          |
| 200 m                | Yanyan Wu                                                                 | 2'10"88  | Yan Chen                                                                  | 2'13"66  | Martina Moravcová                                                 | 2'14"26  |
| 400 m                | Yan Chen                                                                  | 4'36"66  | Jana Kločkova                                                             | 4'38"60  | Yasuko Tajima                                                     | 4'39"45  |
| Staffette            |                                                                           |          |                                                                           |          |                                                                   |          |
| 4×100 m stile libero | Stati Uniti Lindsey Farella Amy Van Dyken Barbara Bedford Jenny Thompson  | 3'42"11  | Germania Sandra Völker Franziska van Almsick Simone Osygus Katrin Meißner | 3'43"11  | Australia Sarah Ryan Rebecca Creedy Susie O'Neill Angie Kennedy   | 3'43"71  |
| 4×200 m stile libero | Germania Franziska van Almsick Dagmar Hase Silvia Szalai Kerstin Kielgass | 8'01"46  | Stati Uniti Cristina Teuscher Lindsay Benko Brooke Bennett Jenny Thompson | 8'02"88  | Australia Julia Greville Anna Windsor Susie O'Neill Petria Thomas | 8'04"19  |
| 4×100 m misti        | Stati Uniti Lea Loveless Maurer Kristy Kowal Jenny Thompson Amy Van Dyken | 4'01"93  | Australia Meredith Smith Helen Denman Petria Thomas Susie O'Neill         | 4'05"12  | Giappone Mai Nakamura Masami Tanaka Ayari Aoyama Sumika Minamoto  | 4'06"27  |

## Tuffi

### Uomini
| Evento              | Oro                        | Perform. | Argento                                  | Perform. | Bronzo                                   | Perform. |
| Tuffi individuali   |                            |          |                                          |          |                                          |          |
| Trampolino 1 m      | Yu Zhuocheng               | 417.54   | Troy Dumais                              | 415.74   | Holger Schlepps                          | 398.31   |
| Trampolino 3 m      | Dmitrij Sautin             | 746.79   | Zhou Yiling                              | 694.92   | Vasilij Lisovskij                        | 651.60   |
| Piattaforma 10 m    | Dmitrij Sautin             | 750.90   | Tian Liang                               | 699.30   | Jan Hempel                               | 624.15   |
| Tuffi sincronizzati |                            |          |                                          |          |                                          |          |
| Trampolino 3 m      | Cina Hu Zhao Yu Zhuocheng  | 313.50   | Germania Alexander Mesch Holger Schlepps | 308.28   | Australia Dean Pullar Shannon Roy        | 305.16   |
| Piattaforma 10 m    | Cina Sun Shuwei Tian Liang | 326.34   | Germania Jan Hempel Michael Kühne        | 308.01   | Russia Igor' Lukašin Aljaksandr Varlamaŭ | 304.02   |

### Donne
| Evento              | Oro                                   | Perform. | Argento                   | Perform. | Bronzo                                | Perform. |
| Tuffi individuali   |                                       |          |                           |          |                                       |          |
| Trampolino 1 m      | Irina Laško                           | 296.07   | Vera Il'ina               | 288.06   | Zhang Jing                            | 260.31   |
| Trampolino 3 m      | Julija Pachalina                      | 544.62   | Guo Jingjing              | 518.76   | Chantelle Michell                     | 515.07   |
| Piattaforma 10 m    | Olena Župina                          | 550.41   | Yuyan Cai                 | 536.25   | Li Chan                               | 519.45   |
| Tuffi sincronizzati |                                       |          |                           |          |                                       |          |
| Trampolino 3 m      | Russia Irina Laško Julija Pachalina   | 282.30   | Cina Li Rongjuan Rao Lang | 276.18   | Stati Uniti Tracy Bonner Kathy Pesek  | 263.91   |
| Piattaforma 10 m    | Ucraina Olena Župina Svitlana Serbina | 278.28   | Cina Yuyan Cai Li Chen    | 276.54   | Stati Uniti Kristin Link Lindsay Long | 265.46   |

## Nuoto Sincronizzato
| Evento  | Oro                                    | Perform. | Argento                             | Perform. | Bronzo                                 | Perform. |
| Solo    | Ol'ga Sedakova                         | 99.304   | Virginie Dedieu                     | 98.154   | Miya Tachibana                         | 97.530   |
| Duo     | Russia Ol'ga Bruskinina Ol'ga Sedakova | 99.304   | Giappone Miho Takeda Miya Tachibana | 98.060   | Francia Virginie Dedieu Myriam Lignaud | 97.323   |
| Squadra | Russia                                 | 99.667   | Giappone                            | 98.267   | Stati Uniti                            | 97.133   |

## Pallanuoto
| Evento                  | Oro    | Argento     | Bronzo     |
| T. Maschile (Dettagli)  | Spagna | Ungheria    | Jugoslavia |
| T. Femminile (Dettagli) | Italia | Paesi Bassi | Australia  |